# Ергенският запой
„Ергенският запой“ (на английски: The Hangover), известен още и като „Последният ергенски запой“, е американска комедия от 2009 г. на режисьора Тод Филипс. Сценарият е на Джон Лукас и Скот Мур. Главните роли се изпълняват от Брадли Купър, Ед Хелмс, Зак Галифианакис, Хедър Греъм, Джъстин Барта и Джефри Тамбор. Филмът разказва историята на Фил Уенек, Стю Прайс и Алън Гарнър, които пътуват до Лас Вегас за ергенско парти, за да отпразнуват предстоящата сватба на техния приятел Дък Билингс. След купона обаче, Фил, Стю и Алън нямат спомен от предишната нощ и трябва да открият Дъг, който е изчезнал, преди сватбата да се състои.
Успехът на филма води до създаването на две продължения – „Ергенският запой: Част II“ (2011) и „Ергенският запой: Част III“ (2013).

## Продукция
С бюджет от 35 милиона долара филмът е заснет в Невада за 15 дни.

## В България
В България филмът е излъчен на 16 февруари 2014 г. по bTV с български дублаж. Екипът се състои от:
| Озвучаващи артисти  | Христина Ибришимова Веселин Ранков Даниел Цочев Христо Чешмеджиев Радослав Рачев Александър Воронов |
| Преводач            | Анна Делчева                                                                                        |
| Тонрежисьор         | Радослав Колев                                                                                      |
| Режисьор на дублажа | Албена Павлова                                                                                      |